# Dreiband-Weltrangliste
Die Weltrangliste im Karambolage wurde 1986 eingeführt, gleichzeitig mit den Dreiband-Weltcups. Gespielt wird momentan ausschließlich in der Disziplin Dreiband und als Single (keine Mannschaftsturniere). Früher wurden auch andere Disziplinen wie Fünfkampf oder Dreiband Team-WM gespielt. Dachverband ist die Union Mondiale de Billard (UMB).
Die Spielsaison geht von August bis zum darauf folgenden Juli. Die Spielstätten sind nicht festgelegt und wechseln. Die Turniere finden rund um den Erdball statt, sodass jeder Kontinentalverband einmal Ausrichter ist. Dieser hat dann z. B. bei der Weltmeisterschaft zwei extra Wildcards zu vergeben.

## Wertung
Zur Wertung in der Weltrangliste werden die Turniere der aktuellen Saison, bis auf die drei Nationalmeisterschaften, herangezogen (s. Tabelle unten). Die Rangliste jedoch nach jedem internationalen bzw. nationalen Turnier neu gewertet, teilweise bis zu 30-mal jährlich. Die zu vergebenden Weltranglistenpunkte werden nach einem festgelegten Punkteschlüssel (siehe unten) je nach Wichtigkeit des Turniers vergeben. Zur aktuellen Weltrangliste siehe #Weblinks weiter unten.

## Teilnehmer

### Gesetzte Spieler
Um an den Turnieren der Main-Tour teilnehmen zu können, gilt folgende Regelung:
- Weltmeisterschaft: Der Titelverteidiger und die Ränge 2–17
- World Cup/Grand-Prix: Ränge 1–14

### Nominierungen/Qualifikanten
- Weltmeisterschaft:[1]

Titelverteidiger 1. Platz, Platz 1–16 der Weltrangliste.

Die Plätze 18–45 werden über die Kontinentalverbände wie folgt vergeben:

Europa (CEB): 13, Amerika (CPB): 8, Asien (ACBC): 5 und Afrika (African/Middle East Region (AMECC)): 3.

Die Plätze 47 und 48 werden über Wildcards des Ausrichterverbandes vergeben.
- Weltcup:[2]

Platz 1–14 der  UMB Events Rangliste (UER) (Gesetzte Spieler), 82 Plätze (Ränge 15–96 nach UER), die innerhalb einer Anmeldefrist von 4 Tagen vergeben werden. Acht Plätze (97–104) sind für Damen (4 Plätze) und Junioren-Medaillengewinner der Junioren-WM (4 Plätze) reserviert. 2 Wildcards für den Ausrichter. Außerdem hat der Ausrichter das Recht 20 Spieler zu nominieren. Danach sind noch offene Plätze frei für alle Spieler.

## Punkteschlüssel
Ausschlaggebend für den Punkteerwerb sind die in der Tabelle aufgeführten 13 wichtigsten Turniere der letzten zwölf Monate.
|       | * Letzte Kontinentalmeisterschaft (1×) / CEB (Europa), ACBC (Asien), ACC (Afrika), CPB (Amerika) / Punkte | 80 | 54 | 38  | 26  | 16   | 8     |       |   |     |      |       |
|       | * Letzte Nationalmeisterschaft (1×) / Punkte                                                              | 30 | 18 | 12  | 7   | 4    | 2     |       |   |     |      |       |
| Platz | | 1  | 2  | 3–4 | 5–8 | 9–16 | 17–24 | 25–32 | Q | P-Q | PP-Q | PPP-Q |
|       | * Letzten acht World-Cup-Turniere (8×) / Punkte                                                           | 80 | 54 | 36  | 26  | 18   | 10    | 8     | 5 | 4   | 3    | 2     |

Anmerkungen
Q = Qualifikationsrunden